# Józef Łopuski
Józef Łopuski herbu Ślepowron (zm. przed 12 maja 1766) – miecznik chełmski w 1750 roku, podstarości chełmski w latach 1747–1766,  sędzia grodzki chełmski w 1754 roku, skarbnik chełmski w latach 1746–1750, pisarz grodzki chełmski w 1742 roku. 
Poseł na sejm 1754 roku z ziemi chełmskiej.
W 1764 roku był elektorem Stanisława Augusta Poniatowskiego z ziemi chełmskiej.